# Рандолф (окръг, Северна Каролина)
Окръг Рандолф (на английски: Randolph County) е окръг в щата Северна Каролина, Съединени американски щати. Площта му е 2046 km², а населението – 143 416 души (2016). Административен център е град Ашбъро.